# Turisme de tuguri

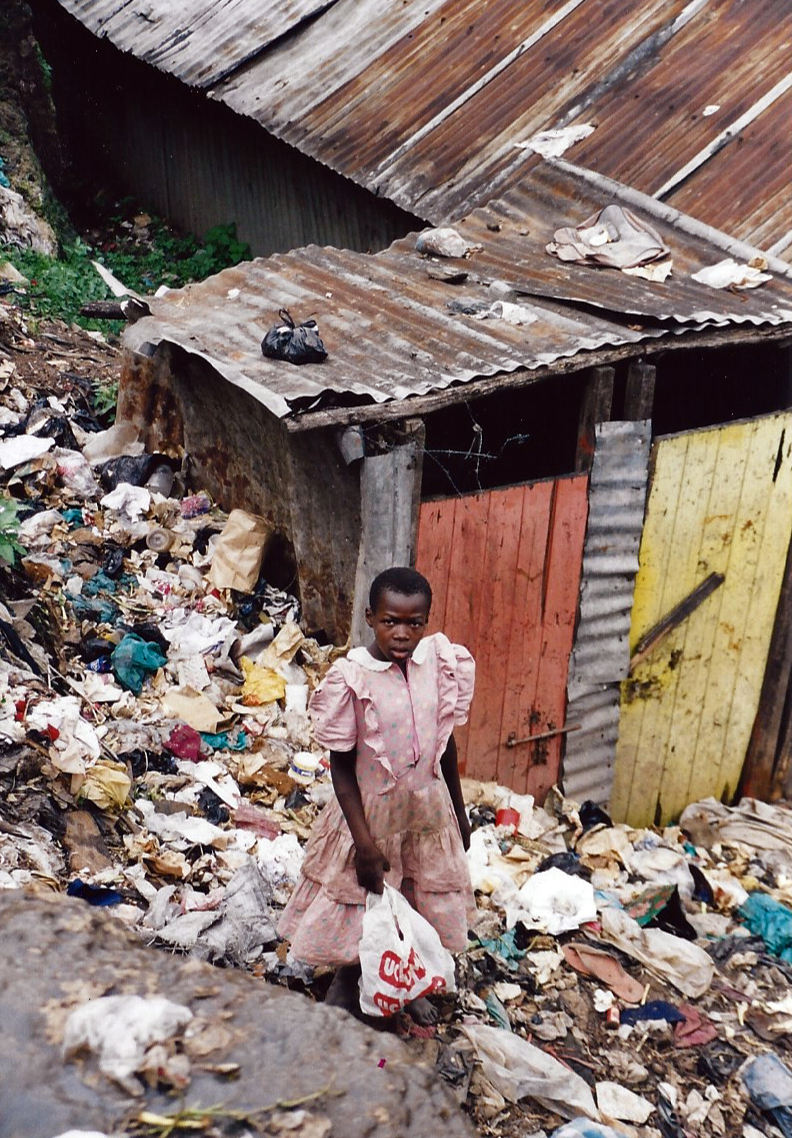
Un noi amb vestit rosa, camina per un abocador de vàters i letrines trencades a Kibera, un assentament de Nairobi (Kenya).

El turisme de tuguri o turisme de ghetto (slum tourism o ghetto tourism o abreujat slumming o poorism en anglès), és un tipus de turisme de ciutat que implica visitar àrees empobrides. Al principi enfocat en els tuguris de Londres i Manhattan al segle xix, el turisme de tuguri ara està esdevenint cada cop més prominent a molts altres llocs, incloent-hi Sud-àfrica, India, Brasil, Polònia, Kenya, Filipines, Estats Units, i altres.

## Història

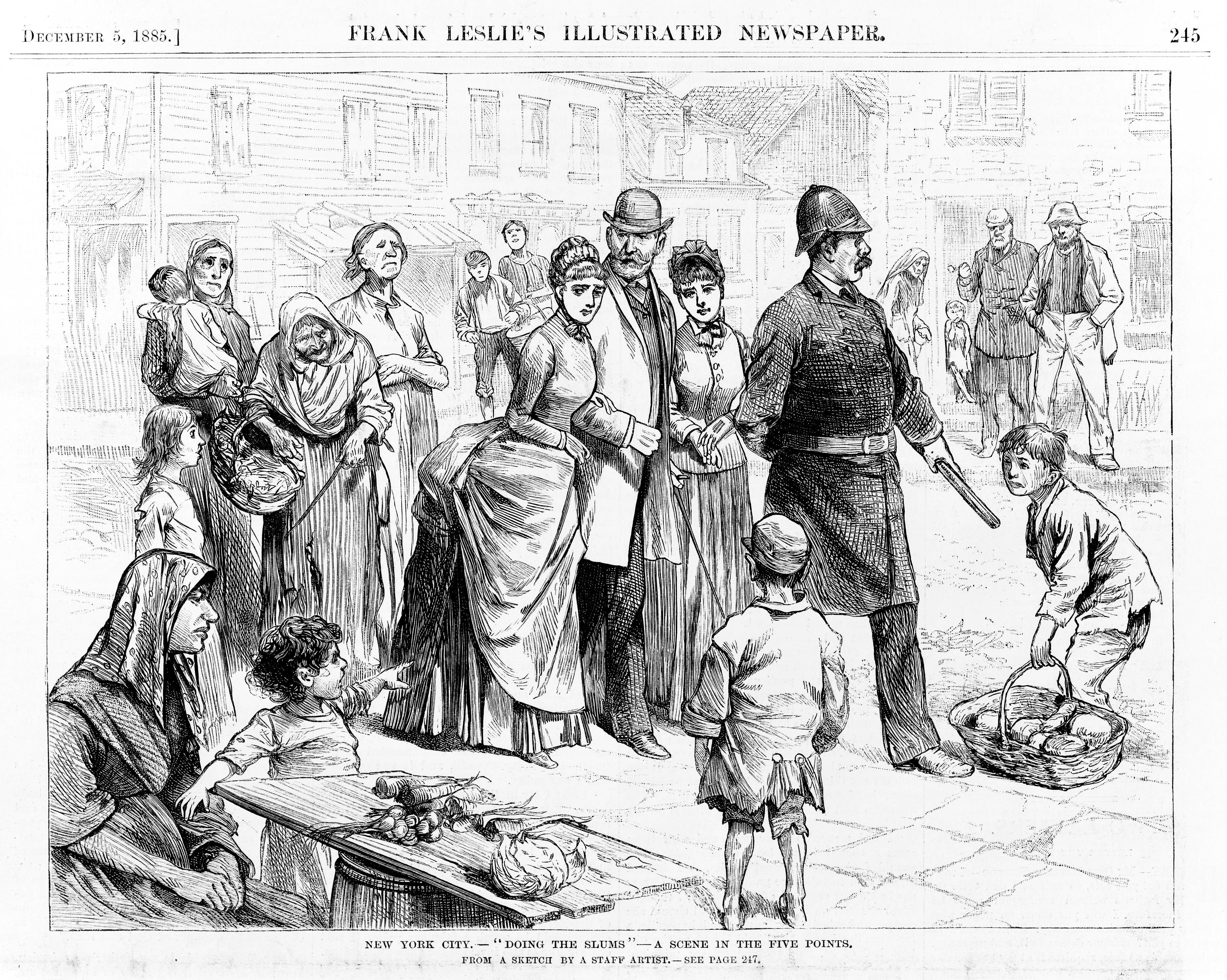
Turisme de tuguri a Five points, Manhattan el 1885

El diccionari Oxford English Dictionary data com a primer ús de la paraula slumming el 1884. A Londres, la gent visitava els veïns Whitechapel o Shoreditch per tal d'observar en quines condicions de vida vivien. El 1884 les persones més riques de la Ciutat de Nova York van començar a visitar el Bowery i l'àrea de Five Points a Lower East Side, per veure els seus veïns immigrants pobres, i "com era la vida de l'altra meitat" de la ciutat.
Als anys 1980 a Sud-àfrica, els residents negres van organitzar gires per poblacions on educaven la gent blanca sobre els governs locals de la gent negra. Aquestes gires van atraure turistes internacionals que volien aproximar-se al que va ser l'apartheid.
A mitjans de 1990, les gires internacionals van començar a organitzar-se amb destinacions com àrees desavantatjades de nacions en vies de desenvolupament, sovint conegut com a tuguris. Aquestes gires van créixer en popularitat, i és sovint explotat i anunciat per empreses professionals. A Ciutat de Cap, per exemple, uns 300.000 turistes visiten la ciutat cada any per veure els tuguris.
Previ a la publicació de Slumdog Millionaire el 2008, Mumbai era una destinació turística com a tuguri.
El concepte de turisme de tuguri recentment ha començat a obtenir més atenció de mitjans de comunicació i igualment de l'acadèmia. I el desembre de 2010, es va dur a terme la primera conferència internacional sobre turisme de tuguri que es va organitzar a Bristol. I també es va crear una xarxa social de persones que treballen en turisme de tuguri.

## Ubicacions
El turisme de tuguri actua principalment en nuclis urbans de països en desenvolupament, i sovint les zones a visitar tenen nom propi dins d'aquests nuclis urbans:
- Turisme de poblaments: a la Sud-àfrica post apartheid i Namíbia. Els poblaments sud-africans són encara visiblement dividits entre rics blancs i històricament suburbis negres pobres, a causa dels efectes d'apartheid i segregació racial.
- Turisme de favela: a Brasil[8]
- Índia: Diversos llocs incloent-hi Dharavi a Mumbai, per visitar les localitzacions de la pel·lícula Slumdog Milionari[9]
- Divisions socials o religioses: Ciutat de Nova York, Amèrica del Nord i Belfast, Irlanda del Nord.[10]

El turisme de guetos s'enfoca en guetos, especialment a països en desenvolupament. Ghetto El turisme de guetos fou estudiat per primera vegada l'any 2005 per Michael Stephens en la revista de crítica cultural PopMatters. Aquesta mena de turisme inclou tot de formes de diversió — gangsta rap, videojocs, pel·lícules, televisió, i altres formes que permeten als seus consumidors transitar per l'interior de ciutats sense moure's de casa. Com diu Stevens, "els mitjans de comunicació digitals aconsegueixen detallar cada vegada millor la simulació de realitat. La recerca d'emocions muta a un desig, no només per veure explosions més grans i millors, sinó també per travessar classes socials i fronteres racials i experimentar altres estils de vida". Els turistes internacionals a Nova York al llarg dels anys 1980 es dirigien cap a indrets com Harlem. L'any 2002, Filadèlfia va començar oferir gires de per l'interior dels barris de la ciutat. I després de l'Huracà Katrina, les gires van orientar-se cap a les zones catastròfiques de Lower Ninth Ward, una zona notòriament violenta i pobra de Nova Orleans.
El de guetos o "turisme urbà" sovint s'orienta cap a destinacions famoses per mencions directes o indirectes d'artistes populars. Es viatja per exemple a parts segures de Detroit que inclou la carretera 8 Mile Road, famosa per ser la ruta de viatge del film 8 Mile d'Eminem, o Crenshaw Bulevard al Centre Sud de Los Angeles, una àrea metropolitana que va inspirar una generació sencera d'influència musical pionera, que podria incloure's en el turisme urbà. L'àrea Jane-Finch de Toronto, Ontario, Canadà està obtenint notorietat com una altra àrea dins d'aquesta transició.
Charleroi, a Bèlgica, és un altre exemple d'aquest fenomen en un país desenvolupat.

## Motivacions
Un estudi de l'any 2010 per la Universitat de Pennsilvània va mostrar que els turistes dels tuguris a Dharavi (Mumbai), ho visitaven per curiositat, empesos per l'interès de comparació social, diversió, educació i autosatisfacció. A més a més, l'estudi trobava que la majoria de residents dels tuguris eren ambivalents amb el tema de les gires de turistes, mentre la majoria de turistes informaven de sentiments positius al llarg de les visites, amb gran interès i intriga com a sentiments més generalitzats. Molts turistes anaven als tuguris per posar la seva vida en perspectiva.

## Crítica
El turisme de tuguri ha sigut tema de molta controvèrsia, amb gent crítica pel que etiqueten com a "voyeuristic" o "pornografia de la pobresa". Les critiques i les defenses de la pràctica han estat fetes en les pàgines d'editorials de diaris prominents, com el New York Times, Wall Street Journal, London Times, i altres. Una primera acusació contra el turisme de tuguris és que "la diversió gira entorn de la pobresa, com una cosa que pot ser experimentada momentàniament i després fugir-ne". Kennedy Odede, un kenyà, va escriure al New York Times, "ells aconsegueixen fotos; nosaltres perdem una peça de la nostra dignitat." Crítiques similars giren al voltant del voyeurisme i l'explotació. Aquestes crítiques s'han accentuat en com els dies de Nadal o de Sant Valentí acostumen a ser moments molt comuns pel turisme de tuguri per part de la població occidental que es vol "sentir millor amb si mateixa" durant aquests dies quan la majoria de gent són amb les seves famílies i significants per la resta de la gent.
Les gires proporcionen ocupació i ingressos pels guies de les gires de turisme de tuguris, una oportunitat per als venedors de souvenirs, i pot aquests ingressos poden revertir en benefici de la comunitat. Argument que sovint es reforça dient que els turistes poden ser encara més generosos si saben d'on es destinen els diners que gasten.
L'any 2013 la controvèrsia va sorgir quan una empresa va anunciar "Real Bronx Tours" el qual eren gires pel Bronx (Amèrica del Nord), i s'anunciava com "un passeig a través del "ghetto" real de Nova York...[El districte] era famós per les drogues, les bandes, la delinqüència i els assassinats". El president del districte Ruben Diaz Jr, i la councilwoman Melissa Mark-Viverito, van condemnar l'anunci d'aquestes gires i declararen que "usar el Bronx per vendre l'anomenat 'ghetto' com a experiència turística és completament inacceptable i un insult molt gran cap a les comunitats que representem". Aquelles gires aviat es van veure interrompudes.